# Oued Fodda (Algerien)
Oued Fodda (arabisch وادي الفضة) ist eine Stadt im Norden Algeriens mit etwa 50.000 (2008) Einwohnern. Sie liegt in der Provinz Chlef, etwa 20 Kilometer östlich der Provinzhauptstadt Ech Cheliff in einem weiten, landwirtschaftlich genutzten Tal am Fluss Oued Fodda, von dem sie ihren Namen ableitet.
Oued Fodda liegt an der Route nationale N4 und nahe der Autobahn A1 von Algier nach Oran und an der Provinzstraße W 132. Der Ort hat einen Bahnhof an der Eisenbahnstrecke der Société nationale des transports ferroviaires algériens von Algier nach Oran.
Eine Betonrohrfabrik und ein Steinbruch sind die wichtigsten gewerblichen Unternehmen, die allerdings beide unter den schwierigen wirtschaftlichen Verhältnissen leiden.
Die Betonrohrfabrik geht auf den Bau der in etwa 17 km Entfernung im Süden stehenden Talsperre Oued Fodda zurück, während deren Bau durch Campenon Bernard in den Jahren 1926 bis 1932 der Ort als Basis für die Arbeiten an der Talsperre diente. In der Fabrik wurden die von Eugène Freyssinet entworfenen Spannbetonrohre für die Druckwasserleitungen in den Ort und zu den umliegenden Feldern hergestellt.
Ebenso wie Cheliff litt Oued Fodda unter den Erdbeben von 1954 und 1980. Die Folgen des Bürgerkriegs Ende des letzten Jahrhunderts sind noch spürbar.